# شرح زندگانی من
شرح زندگانی من، اثری سه جلدی نوشته عبدالله مستوفی است. این کتاب یکی از منابع مهم در مطالعه دوران قاجاریه محسوب می‌شود.
عبدالله مستوفی (۱۲۵۷ - تهران ۱۳۲۹) از خاندان مستوفیان قاجار بوده که از زمان آقامحمدخان قاجار بعنوان مستوفی مشغول به فعالیت بودند.